# Renegade - Un osso troppo duro
Renegade - Un osso troppo duro è un film del 1987 diretto da Enzo Barboni con lo pseudonimo di E.B. Clucher.
Road movie interpretato da Terence Hill con il figlio Ross.

## Trama
"Renegade" Luke attraversa l'America con la sua Jeep e col suo cavallo Joe Brown, quando il suo vecchio amico Moose, ingiustamente rinchiuso in carcere, lo chiama per affidargli il figlio adolescente Matt. Moose gli chiede anche di aiutarlo a prendere possesso di un suo terreno, difendendolo dalla minaccia di Henry Lawson, un losco affarista che sta cercando di impadronirsi di tutta una vallata incontaminata. 
Lungo la strada Luke e Matt sono protagonisti di molte avventure, tra le quali quella con due camionisti che continuano a inseguirli; un attacco ad un motel, un gioco con carte e coltello in un pub, un impedimento da parte di una banda di motociclisti capeggiata da "Passerotto", risolto in amicizia grazie a Matt "Ricamino". Successivamente vengono fermati dal corrotto sceriffo.
Una volta giunti a destinazione, Green Haven Valley, ricevono una lettera per la compravendita dell'immobile. Successivamente ricevono un saluto e un invito dalla comunità locale degli Amish, dai quali però vengono messi in guardia da Lawson. Quest'ultimo, infatti, prima manda degli avvocati per convincere Luke a vendere la proprietà e, quando questo tentativo fallisce, con una bomba fa esplodere la casa di Moose nella Valley.
Luke va quindi ad affrontare Lawson di persona, e riconoscendolo scappa buttandosi da una finestra, Luke si trascina dietro gli uomini di Lawson finché non viene bloccato. A quel punto è lo stesso Lawson ad entrare in scena: Henry Lawson è in realtà Danny Kovach, il capitano del loro plotone in Vietnam; durante un servizio di scorta ad un carico di morfina per gli ospedali da campo, Kovach organizzò un'imboscata che costò la perdita del carico e di vari soldati; Luke venne ferito e cadde in un fiume, Moose si gettò in acqua per salvarlo, e Kovach, credendoli morti, non dovette far altro che buttare le sue piastrine per fingersi morto; più tardi riemerse come l'affarista Henry Lawson, ma quando Moose vinse il terreno che lui voleva a poker lo fece incastrare per non essere scoperto.
Una volta arrivati i motociclisti prima e la polizia poi, per Lawson/Kovach è finita. Matt e gli Amish ricostruiscono la casa saltata in aria per ordine di Lawson e Luke, annunciato che Moose uscirà presto, sale sulla Jeep e tenta di accendere più volte il motore che stenta ad avviarsi.

## Produzione
La pellicola è stata realizzata in Arizona fra: Flagstaff, Phoenix e Sedona.

## Colonna sonora
La colonna sonora comprende alcune canzoni dei Lynyrd Skynyrd: Simple Man e Call Me The Breeze, ed un brano di Nicolette Larson dal titolo Let me be the one.